# 英國駐瑞典大使館
英國駐瑞典大使館（英語：Embassy of the United Kingdom, Stockholm）是大不列顛及北愛爾蘭聯合王國駐瑞典王國的外交代表機構，位於斯德哥爾摩，現任英國駐瑞典大使是朱迪思·高夫。

## 概述
現今之英國駐瑞典大使館大樓於1967年啟用，由建築師威廉·S·布萊恩特設計。自2018年以來，該建築物還成為紐西蘭駐瑞典大使館的所在地。